# هيلين سونغ
هيلين سونغ (بالإنجليزية: Helen Sung)‏ هي عازفة بيانو أمريكية، ولدت في القرن العشرين في هيوستن في الولايات المتحدة.

## وصلات خارجية
- الموقع الرسمي
- هيلين سونغ على موقع ميوزك برينز (الإنجليزية)
- هيلين سونغ على موقع ديسكوغز (الإنجليزية)